# Re major
Re major (també ReM en la notació original llatina i D en la notació anglo-germànica) és la tonalitat que té l'escala major a partir de la nota re. Així, la seva escala està constituïda per les notes re, mi, fa, sol, la, si i do. La seva armadura té dos sostinguts (fa, do). El seu relatiu menor és la tonalitat de si menor, i la tonalitat homònima és re menor.
La tonalitat de re major és força adequada per a la música de violí a causa de les característiques de l'instrument, que té les quatre cordes afinades amb les notes sol, re, la i mi. Les cordes a l'aire ressonen per simpatia amb la corda afinada en re, produint un so especialment brillant. Per tant, no és estrany que molts compositors clàssics al llarg dels segles hagin escollit escriure els seus concerts per a violí en la tonalitat de re major, com és el cas de Mozart –Concert per a violí núm. 2 (1775), i Concert per a violí núm. 4 (1775)–, Beethoven (1806), Paganini –Concert núm. 1 (1817)–, Brahms (1878), Txaikovski (1878), Prokofiev –Concert núm. 1 (1917) i Stravinski (1931).
És bastant apropiat per a la música de guitarra, a l'afinar el mi un to més greu, tenint dos notes re disponibles com a cordes a l'aire. Domenico Scarlatti imitava els manierismes de la guitarra en les seves sonates per a teclat, i això potser és la raó per la qual més de 70 de les seves 555 sonates estiguin compostes en re major; són més casos que en cap altra tonalitat.
Per a alguns estudiants principiants en els instruments de vent, re major no és una tonalitat massa còmoda, ja que és transportada a mi major en els instruments en si bemoll, i els mètodes per als principiants generalment tendeixen a evitar tonalitats amb més de tres sostinguts.
Tot i així, el clarinet en si bemoll és encara molt usat per a la música composta en re major, i és probablement la tonalitat amb més sostinguts que és pràctica en aquest instrument. Hi ha compositors, però, que en escriure una obra en re menor en la que apareguin clarinets en si bemoll, els canvien per clarinets en la, quan la música modula a re major. La gran majoria d'instruments de vent metall estan en re, atès que sovint són utilitzats en la música amb els instruments de corda.
En la música barroca, la tonalitat de re major va ser considerada com "la tonalitat de la glòria", de manera que hi ha molts concerts per a trompeta en re major, com ara els de Fasch, Gross, Melchior (el núm. 2), Leopold Mozart, Telemann (el núm. 2), i Torelli. Moltes sonates per a trompeta estan en re major, com ara les de Corelli, Franceschini, Henry Purcell, Torelli, etc. Amb la invenció de la trompeta de vàlvules però, la preferència va girar cap a les tonalitats amb bemolls, i així Haydn va escriure el seu famós Concert per a trompeta en la tonalitat de mi bemoll major.
Hi ha 23 de les 104 simfonies de Haydn que estan en re major (entre elles les números 93, 96 i 104), sent la tonalitat més usada en les seves simfonies. La gran majoria de les simfonies sense numerar del catàleg d'obres de Mozart estan en re major. Les obres K 66c, 81/73, 97/73m, 95/73n, 120/111a i 161/163/141a.
Scriabin va considerar la tonalitat de re major com el daurat en els colors i, en una discussió amb Rimsky-Korsakov, va posar un exemple d'una de les seves òperes on un personatge canta en re major en un text que parla de l'or. Per això és usada, en sinestèsia, per representar el color groc o daurat.

## Obres clàssiques famoses en aquesta tonalitat
- Cànon de Pachelbel - Pachelbel
- Gloria - Antonio Vivaldi
- Magnificat, diversos números de l'Oratori de Nadal i la Missa en si menor; el Concert de Brandenburg núm. 5, les Suites para orquestra núm. 3 i 4 - Johann Sebastian Bach
- Concert per a trompeta núm. 2 - Georg Philipp Telemann
- Simfonia "Londres" - Franz Joseph Haydn
- Concert per a piano KV 537 („Krönungskonzert“), la Simfonia "Haffner" - Mozart
- Simfonia núm. 2, Concert per a violí, la Missa Solemnis, la Sonata per a piano núm. 15 - Ludwig van Beethoven
- Concert per a violí núm. 1 - Niccolò Paganini
- Concert per a violí (op. 35) - Piotr Ilich Txaikovski
- Vals de les flors, de El Trencanous - Piotr Ilich Txaikovski
- Simfonia núm. 2 - Jean Sibelius
- Marxa Pompa i Circumstància núm. 1 - Edward Elgar
- Simfonia núm. 1 - Gustav Mahler

## Cançons pop conegudes en aquesta tonalitat
- Alegria - Antònia Font
- Penyora - Lluís Llach
- Bona nit - Els Pets
- Tot torna a començar - Mishima
- Crying - Roy Orbison
- Kung Fu Fighting - Carl Douglas
- Just the Way You Are - Billy Joel
- I'd Do Anything for Love (but I Won't Do That) - Meat Loaf
- Mamma Mia - ABBA
- Where the Streets Have No Name - U2
- Waterloo - ABBA
- Knowing Me, Knowing You - ABBA
- The Wanderer - Dion
- Anticipation - Carly Simon
- Mellow Yellow - Donovan
- One - Metallica